# 坂口常次郎
坂口 常次郎（さかぐち つねじろう、1863年5月31日〈文久3年4月14日〉 - 没年不明）は、日本の政治家、実業家。醤油醸造業坂口商店代表社員。族籍は鳥取県平民。

## 人物
鳥取県西伯郡米子町大字尾高町（現・米子市尾高町）出身。木綿商・坂口平吉郎の三男。坂口喜平の養子となる。
尾高区区長、西伯郡会議員、米子町収入役、米子町会議員、米子製糸取締役、米子製鋼所監査役、西伯酒造組合長、西伯醤油製造同業組合長などをつとめる。

## 家族・親族
坂口家
- 養父・喜平[4] - 米子製糸合名会社社員だったが、1909年に退社した[8]。
- 妻・クス（1874年 - ?、大阪、中野吉平の長女）[4]
- 長男・坦一[4]（1888年 - ?、ヤマサ商会代表社員[注 2]）
  - 同妻・みつ（1891年 - ?、鳥取、木村吉兵衛の妹）[4]
- 二男・碩二[4]（1891年 - ? 、日本製糸監査役[10]）
  - 同妻・美津子（1897年 - ?、鳥取、能登路明の長女）[4]
- 長女・ふみ子（1884年 - ?、鳥取、坂口平兵衛の養子[4]、坂口武市の妻）
- 二女・あや子（1886年 - ?、鳥取、木村吉兵衛の二男倉次郎の妻）
- 孫[4]

親戚
- 木村吉兵衛[4]（呉服太物商、大地主）
- 坂口武市（隠岐電気社長）
- 坂口豊蔵（米子製鋼所社長）
- 坂口平兵衛（資産家、貴族院議員、米子銀行頭取、日本製糸、博愛病院、山陰水産各社長）